# Carlo Coccioli
Carlo Coccioli (pronuncia: Còccioli) (Livorno, 15 maggio 1920 – Città del Messico, 5 agosto 2003) è stato uno scrittore italiano.

## Biografia
Da bambino Coccioli seguì suo padre ufficiale in Libia, a Tripoli e in Cirenaica. A Bengasi trascorse l'infanzia e l'adolescenza. In seguito tornò in Italia per studiare, prima a Fiume e poi, all'inizio della seconda guerra mondiale, in Toscana con sua madre. Richiamato alle armi, dopo l'8 settembre 1943 si unì alle prime formazioni partigiane sull'Appennino Tosco-Emiliano. Catturato dai tedeschi, evase dalla prigione di Bologna, episodio che a guerra finita gli valse una medaglia al merito.
Nell'immediato dopoguerra, si laureò in lingue e letterature orientali (araba ed ebraica) presso l'Istituto Orientale di Napoli. A questo periodo risalgono le prime esperienze letterarie che lo portarono a Parigi dove pubblicò Il cielo e la terra nel 1950. Il romanzo, di ambientazione bellica e pervaso da una forte tensione religiosa, ebbe un enorme successo e fu tradotto nelle principali lingue del mondo. Sull'onda di tale successo, Coccioli riuscì a pubblicare Fabrizio Lupo, nel 1952. Questo romanzo, che l'autore non tradusse in italiano fino al 1978, fece all'epoca molto scandalo per il racconto in termini espliciti della scoperta da parte del protagonista (un cattolico) della propria omosessualità; proprio a causa di tale scalpore, Coccioli abbandonò l'Europa nel 1953 e si trasferì definitivamente in Messico.
In Messico scrisse opere importanti, da L'erede di Montezuma (1964) a Davide (1976), finalista al Premio Campiello e vincitore del Premio Letterario Basilicata. Una continua, intensa e personalissima ricerca esistenziale lo spinse ad allontanarsi dal cattolicesimo e a passare attraverso l'ebraismo con Documento 127 , per approdare prima all'induismo con 'La casa di Tacubaya (1981) e finalmente al buddismo con Piccolo Karma (1987). Scrisse correntemente in tre lingue: italiano, francese e spagnolo, traducendo lui stesso i propri libri e così modificandoli e rendendoli opere spesso diverse a seconda della lingua di pubblicazione.

## Opere
- 1946 - Il migliore e l'ultimo, Firenze, Vallecchi
- 1947 - La difficile speranza, Firenze, Vallecchi
- 1948 - La piccola valle di Dio, Firenze, Vallecchi
- 1950 - Il giuoco, Milano, Garzanti
- 1950 - Il cielo e la terra, Firenze, Vallecchi
- 1950 - Le bal des Égarés, Parigi,
- 1952 - Fabrizio Lupo, Parigi,
- 1954 - L'immagine e le stagioni, Firenze,
- 1955 - La ville et le sang, Parigi,
- 1956 - Manuel, le Mexicain, Parigi,
- 1957 - Manuel, il messicano, Firenze, - 1ª edizione in italiano
- 1957 - Journal,  ...1956,, Parigi,
- 1958 - Le caillou blanc, Parigi,
- 1959 - La pietra bianca. Il cielo e la terra, seconda parte, Firenze, - 1ª edizione in italiano
- 1959 - Los fanáticos, teatro,, Buenos Aires,
- 1959 - Un suicide, Parigi,
- 1961 - Il giuoco, nuovo testo,, Firenze,
- 1961 - Ambroise, Parigi,
- 1961 - Soleil, romanzo,|Soleil, Parigi,
- 1962 - Omeyotl, diario messicano, Firenze,
- 1964 - L'erede di Montezuma, Firenze,
- 1967 - Le corde dell'arpa, Milano,
- 1970 - Documento 127, Firenze,
- 1970 - El esperado, teatro,, Città del Messico,
- 1973 - Uomini in fuga, Milano,
- 1976 - Davide, Milano,
- 1977 - Requiem per un cane, Milano,
- 1978 - Fabrizio Lupo, Milano,- 1ª edizione in italiano
- 1980 - Le case del lago, Milano,
- 1981 - La casa di Tacubaya, Milano,
- 1984 - Uno e altri amori, racconti,, Milano,
- 1986 - Rapato a zero, Firenze,
- 1987 - Piccolo Karma, Milano,
- 1989 - La sentencia del Ayatola, Città del Messico,
- 1990 - Budda, Città del Messico,
- 1994 - Budda, Milano,- 1ª edizione in italiano
- 1995 - Tutta la verità, Milano,
- 1998 - San Benjamin Perro, Città del Messico,
- 2003 - Firenze: novembre 66: non è successo niente, Firenze, MEF-Firenze Libri,.

## Onorificenze
Livornina d'oro, massima onorificenza della città di Livorno, conferita postuma il 22 marzo 2019, dal sindaco Filippo Nogarin